# Marcelo Piñeyro

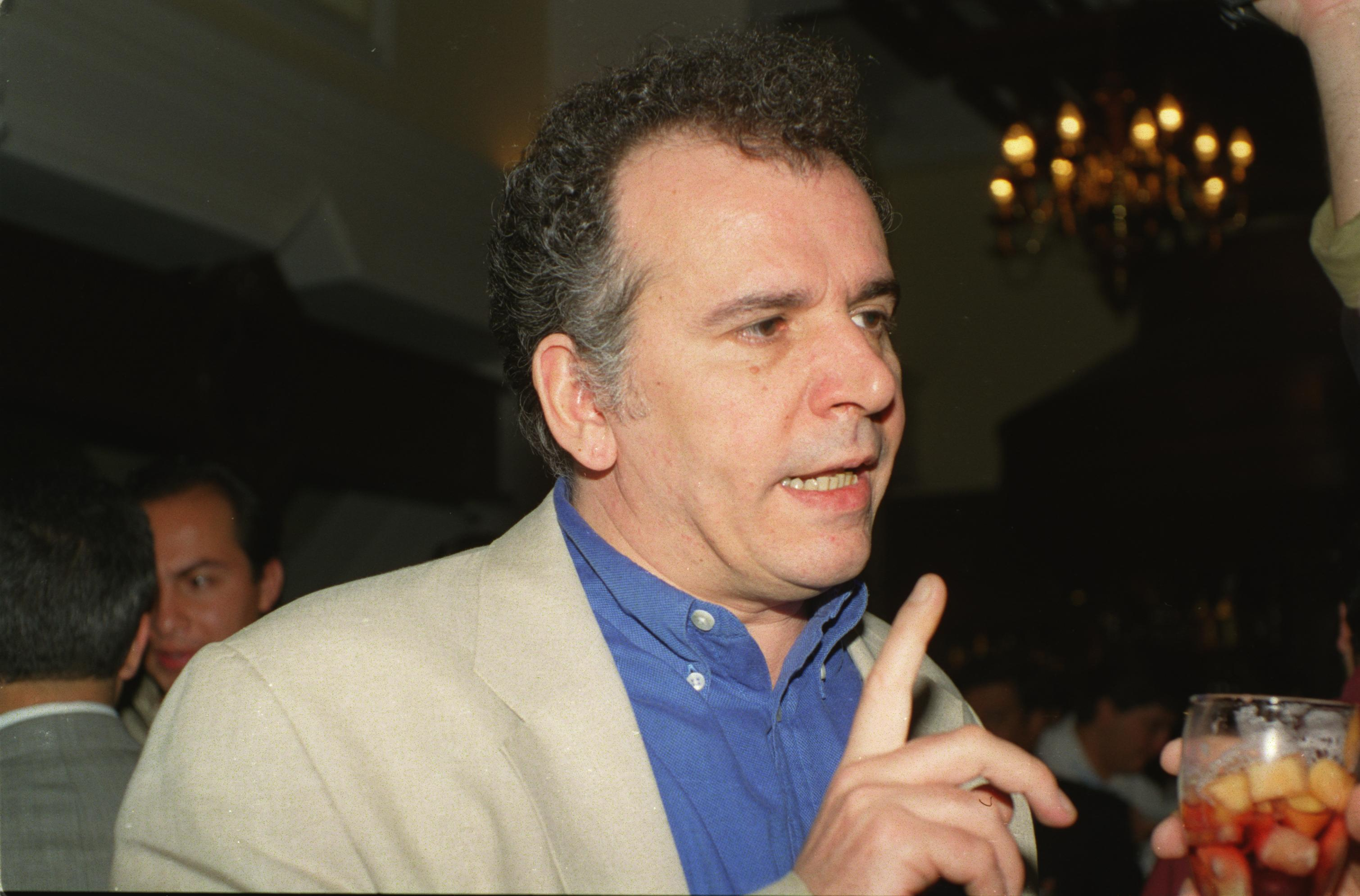
Marcelo Piñeyro

Marcelo Piñeyro (* 5. März 1953 in Buenos Aires, Argentinien) ist ein argentinischer Filmregisseur, Produzent und Drehbuchautor.

## Biographie
Er studierte an der Kunsthochschule von La Plata. Gemeinsam mit Luis Puenzo gründete er 1980 eine Werbefirma. Für Puenzos Oscar-prämierten Film Die offizielle Geschichte übernahm er die Produktion.
1993 veröffentlichte er seine erste eigene Regiearbeit, Tango feroz, und wurde für sie mit Preisen bei Filmfestivals ausgezeichnet. Auch seine nächsten Filme erhielten zahlreiche Auszeichnungen. So wurden Cenizas del paraíso und Burnt Money – Plata quemada mit dem Goya in der Kategorie Bester ausländischer Film in spanischer Sprache gewürdigt. Sein bisher größter Erfolg ist der Film Burnt Money – Plata quemada, der nach einem Roman von Ricardo Piglia die Erlebnisse von zwei homosexuellen Verbrechern zwischen sanfter Erotik und Actionstimmung schildert.
Piñeyro schrieb die Drehbücher zu den meisten seiner Filme. Für das Drehbuch zu El método erhielt er 2006 den Goya.

## Filmografie

### Regie und Drehbuch
- 1993: Tango feroz
- 1995: Caballos salvajes
- 1997: Cenizas del paraíso
- 2000: Burnt Money – Plata quemada (Regie; Drehbuch zusammen mit Marcelo Figueras)
- 2001: Historias de Argentina en vivo (Beitrag als einer von mehreren Regisseuren)
- 2002: Kamchatka (Regie; Drehbuch zusammen mit Marcelo Figueras)
- 2005: Die Grönholm-Methode (El método)
- 2009: Las viudas de los jueves (Regie; Drehbuch: Marcelo Figueras)

### Produktion
- 1985: Die offizielle Geschichte (La historia oficial)